# Long min
Pour plus de détails, voir Fiche technique et Distribution.
Long min (籠民) est un film hongkongais réalisé par Jacob Cheung, sorti en 1992.

## Synopsis
Un jeune homme sans emploi rencontre Koo Yiu-choo, gérant de la maison-cage Wah Ha qui lui propose un espace exigu pour y vivre. Le film s'intéresse à la vie des pensionnaires de la maison-cage, puis au fait que le propriétaire souhaite les expulser avec l'aide du jeune homme.

## Fiche technique
- Titre : Long min
- Titre original : 籠民
- Titre anglais : Cageman
- Réalisation : Jacob Cheung
- Scénario : Jacob Cheung, Ng Chong-chau et Wong Yank
- Musique : Eugene Pao
- Photographie : Ardy Lam
- Montage : Chang Shao-hsi
- Société de production : Filmagica Productions
- Pays :  Hong Kong
- Genre : Drame
- Durée : 145 minutes
- Dates de sortie : 
  -  Hong Kong : 19 novembre 1992

## Distribution
- Roy Chiao : Koo Yiu-choo
- Liu Kai-chi
- Teddy Robin : Tong Sam
- Ku Feng : Luk Tung
- Woo Fung : Lam Tsung
- Dennis Chan : le conseiller Tsui
- Joe Junior : Charlie
- Li Ming-yang : 7-11
- Wong Ka-kui : Mao
- Victor Wong : Sissy

## Distinctions
Le film a reçu cinq nominations aux Hong Kong Film Awards et a remporté quatre prix : Meilleur film, Meilleur réalisateur, Meilleur second rôle masculin pour Liu Kai-chi et Meilleur scénario.